# Mistrzostwa Ameryki Północnej, Środkowej i Karaibów w Piłce Siatkowej Kobiet 1991
XII Mistrzostwa Ameryki Północnej, Środkowej i Karaibów w piłce siatkowej kobiet odbyły się w 1991 roku w Reginie w Kanadzie. W mistrzostwach wystartowało 7 reprezentacji. Mistrzem została po raz ósmy reprezentacja Kuby.

## Klasyfikacja końcowa
| Miejsce | Reprezentacja     |
| ------- | ----------------- |
|         | Kuba              |
|         | Stany Zjednoczone |
|         | Kanada            |
| 4.      | Meksyk            |
| 5.      | Dominikana        |
| 6.      | Portoryko         |
| 7.      | Bahamy            |